# أوسكار بيترسون
أوسكار بيترسون هو عازف بيانو وعازف الجاز وملحن وعالم موسيقى ومغني وممثل كندي، ولد في 15 أغسطس 1925 بمونتريال في كندا، وتوفي في 23 ديسمبر 2007 بميسيساغا في كندا بسبب قصور كلوي. من الجوائز التي نالها جائزة غرامي لأفضل ألبوم عزف جاز سنة 1974، وجائزة غرامي لأفضل مقطوعة جاز منفردة ثلاث مرات على التوالي في سنة 1977 و1978 و1979، وكذلك سنة 1990.

## جوائز وترشيحات
جوائز
- جائزة غرامي لأفضل ألبوم عزف جاز (1974)
- جائزة غرامي لأفضل مقطوعة جاز منفردة (1977)
- جائزة غرامي لأفضل مقطوعة جاز منفردة (1978)
- جائزة غرامي لأفضل مقطوعة جاز منفردة (1979)
- جائزة غرامي لأفضل مقطوعة جاز منفردة (1990)
- جائزة غرامي لإنجاز العمر (1996)
- جائزة غرامي لإنجاز العمر (1997)
- وسام أونتاريو
- جائزة غلين غولد [الإنجليزية]‏ (1993)
- جائزة بريميم إمبريال [الإنجليزية]‏ (1999)
- Governor General's Awards [الإنجليزية]‏
- عضوية قاعة مشاهير الموسيقى الكندية [الإنجليزية]‏ (1978)
- BBC Jazz Awards [الإنجليزية]‏

ترشيحات
- Juno Award for Music DVD of the Year [الإنجليزية]‏ (2005)
- Juno Award for Traditional Jazz Album of the Year [الإنجليزية]‏ (1977)
- Juno Award for Traditional Jazz Album of the Year [الإنجليزية]‏ (1980)
- Juno Award for Traditional Jazz Album of the Year [الإنجليزية]‏ (1991)
- Juno Award for Traditional Jazz Album of the Year [الإنجليزية]‏ (1997)

## وصلات خارجية
- أوسكار بيترسون على موقع IMDb (الإنجليزية)
- أوسكار بيترسون على موقع الموسوعة البريطانية (الإنجليزية)
- أوسكار بيترسون على موقع مونزينجر (الألمانية)
- أوسكار بيترسون على موقع ألو سيني (الفرنسية)
- أوسكار بيترسون على موقع ميوزك برينز (الإنجليزية)
- أوسكار بيترسون على موقع أول موفي (الإنجليزية)
- أوسكار بيترسون على موقع قاعدة بيانات الأفلام السويدية (السويدية)
- أوسكار بيترسون على موقع إن إن دي بي (الإنجليزية)
- أوسكار بيترسون على موقع أول ميوزيك (الإنجليزية)
- أوسكار بيترسون على موقع ديسكوغز (الإنجليزية)